# Dren, Kostel
Dren este o localitate din comuna Kostel, Slovenia, cu o populație de 21 de locuitori.